# Catasetum cassideum
Catasetum cassideum är en orkidéart som beskrevs av Jean Jules Linden och Heinrich Gustav Reichenbach. Catasetum cassideum ingår i släktet Catasetum och familjen orkidéer. Inga underarter finns listade i Catalogue of Life.

## Bildgalleri

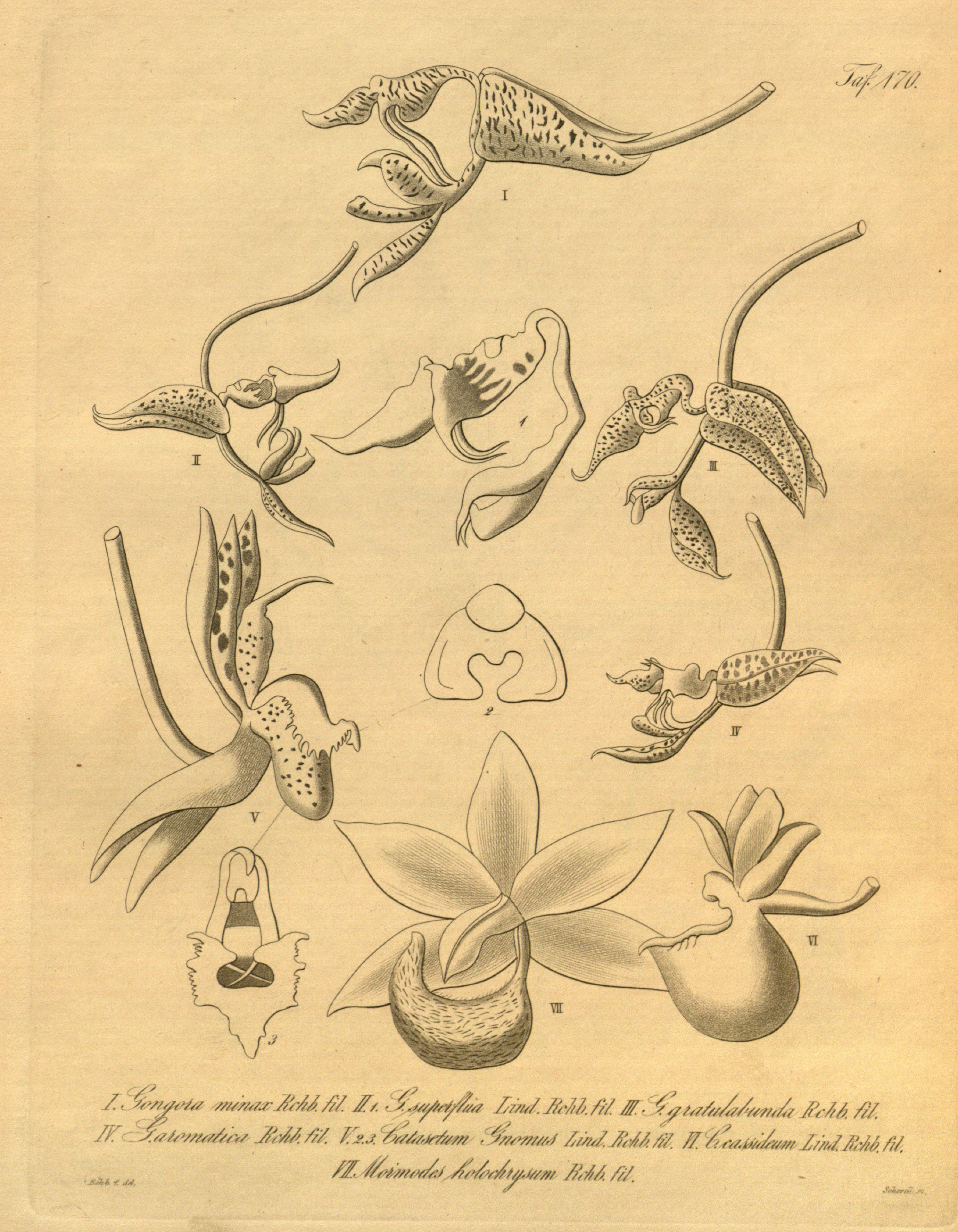